# Германско-нидерландские отношения
Германско-нидерландские отношения — двусторонние дипломатические отношения между Германией и Нидерландами. Протяжённость государственной границы между странами составляет 575 км.

## История
Нидерланды оставались нейтральной страной после начала Второй мировой войны. 10 мая 1940 года немецкие войска вторглись в Нидерланды, 15 мая 1940 года нидерландские вооружённые силы капитулировали. Королевская семья уехала в Лондон, в стране было создано прогерманское правительство. Из голландских добровольцев были созданы две дивизии войск СС (23-я и 34-я). Нидерланды были освобождены войсками союзников от немецкой оккупации 5 мая 1945 года. Голландские планы аннексии германских территорий после Второй мировой войны предполагали аннексию Нидерландами некоторых территории Германии для компенсации понесенного военного ущерба, однако союзники решили отказаться почти от всех планов, на сегодня за Нидерландами осталось только 3 км² присоединенных территорий. В настоящее время между странами сложились дружественные отношения. Обе страны являются членами НАТО и Европейского союза. Широко налажено взаимодействие в сфере образования, здравоохранения и проведении военных операций под эгидой НАТО.

## Торговля
Германия — крупнейший торгово-экономический партнёр Нидерландов. На долю Германии приходится 24,5 % всего экспорта Нидерландов и 14,7 % импорта этой страны. Экспорт Германии в Нидерланды составляет 6,6 % от общего объёма экспорта страны. Импорт Германии из Нидерландов составляет 13,7 % от общего объёма импорта.